# 和歌山県土地開発公社
和歌山県土地開発公社（わかやまけんとちかいはつこうしゃ）は、和歌山県を設立団体とする土地開発公社。正式名称は財団法人和歌山県土地開発公社。

## 概要
1961年（昭和36年）に財団法人和歌山県開発公社として設立。

## 沿革
- 1961年8月 - 財団法人和歌山県開発公社設立。
- 1974年4月 - 財団法人和歌山県土地開発公社に名称変更。

## 事業内容

### 住宅用地取得事業
- 岩出紀泉台（和歌山県岩出市紀泉台）
- 貴志川長山団地（和歌山県紀の川市貴志川町長山）
- 新宮蜂伏団地（和歌山県新宮市蜂伏）

### 企業用地取得事業
- コスモパーク加太（和歌山県和歌山市加太）
- 北勢田ハイテクパーク（和歌山県紀の川市北勢田）
- 周辺：近畿大学生物理工学部、和歌山県工業技術センター、パナソニック株式会社 エナジー社 和歌山工場、総合車両製作所和歌山事業所など

## 所在地
- 〒641-0024 和歌山市和歌浦西二丁目1-22

和歌山市和歌浦に所在している。隣接地域には、わかやま森林と緑の公社や和歌山県立武道館等が立地している。周辺には、紀州東照宮や和歌浦天満宮もある。